# 美術家の一覧
美術家の一覧（びじゅつかのいちらん）は、主要な美術家の一覧。なお、イラストレーターついてはイラストレーター一覧を参照。

## 西洋の美術家一覧
（19世紀以降についてはアメリカの美術家を含む）

### ゴシック（国際ゴシック様式含む）
- チマブーエ
- ドゥッチョ・ディ・ブオニンセーニャ
- ジョット・ディ・ボンドーネ
- シモーネ・マルティーニ
- ジェンティーレ・ダ・ファブリアーノ
- ピサネロ
- ヴィラール・ド・オヌクール

### 末期ゴシック
- ヒエロニムス・ボス
- マティアス・グリューネヴァルト

### イタリアルネサンス
- フラ・アンジェリコ
- マサッチオ
- パオロ・ウッチェロ
- ロレンツォ・ギベルティ
- ドナテッロ
- サンドロ・ボッティチェッリ
- ドメニコ・ギルランダイオ
- ペルジーノ
- ルカ・シニョレッリ
- レオナルド・ダ・ヴィンチ
- ミケランジェロ・ブオナローティ
- ラファエッロ
- ピエロ・ディ・コジモ
- フラ・バルトロメオ
- コレッジオ
- マソリーノ
- アンドレア・デル・サルト
- ピエロ・デラ・フランチェスカ
- アントネロ・ダ・メッシーナ
- パオロ・ヴェロネーゼ
- ティツィアーノ・ヴェチェッリオ
- ティントレット
- ジョヴァンニ・ベリーニ
- ジェンティーレ・ベリーニ
- ジョルジョーネ
- フィリッポ・リッピ
- アンドレア・マンテーニャ
- カルロ・クリヴェッリ
- ヴィットーレ・カルパッチョ
- ベンヴェヌート・チェッリーニ

### 北方ルネサンス
- ヤン・ファン・エイク
- ロヒール・ファン・デル・ウェイデン
- ハンス・メムリンク
- アルブレヒト・デューラー
- ルーカス・クラナッハ
- アルブレヒト・アルトドルファー
- ハンス・ホルバイン

### マニエリスム
- パルミジャニーノ
- ロッソ・フィオレンティーノ
- ヤコポ・ダ・ポントルモ
- アーニョロ・ブロンズィーノ
- ジョルジョ・ヴァザーリ

### バロック期（17世紀）
17世紀を主な活動期とした美術家をここに分類する。必ずしも全員が「バロック」の美術家ではない。
- レンブラント・ファン・レイン
- ピーテル・パウル・ルーベンス
- ピーテル・ブリューゲル
- アンソニー・ヴァン・ダイク
- ヨハネス・フェルメール
- フランス・ハルス
- ヤーコプ・ファン・ロイスダール
- ヤン・ステーン
- ディエゴ・ベラスケス
- フランシスコ・デ・スルバラン
- バルトロメ・エステバン・ムリーリョ
- ホセ・デ・リベーラ
- エル・グレコ
- ニコラ・プッサン
- ジョルジュ・ド・ラ・トゥール
- カラヴァッジオ
- アンニーバレ・カラッチ
- グイド・レーニ
- ジャン・ロレンツォ・ベルニーニ
- ピエトロ・ダ・コルトーナ
- シャルル・ルブラン

### ロココ期（18世紀）
18世紀を主な活動期とした美術家をここに分類する。必ずしも全員が「ロココ」の美術家ではない。
- フランソワ・ブーシェ
- ジャン・オノレ・フラゴナール
- アントワーヌ・ヴァトー
- ジャン・シメオン・シャルダン
- ウィリアム・ホガース
- ジョシュア・レノルズ
- トマス・ゲインズバラ
- ジョヴァンニ・バッティスタ・ティエポロ

### 18〜19世紀美術（印象派以前）
新古典主義・アカデミスム
- ジャック＝ルイ・ダヴィッド
- ドミニク・アングル
- ジャン・レオン・ジェローム
- エリザベート＝ルイーズ・ヴィジェ＝ルブラン
- ウィリアム・アドルフ・ブグロー

ロマン主義ほか
- フランシスコ・デ・ゴヤ
- ウィリアム・ブレイク
- テオドール・ジェリコー
- ウジェーヌ・ドラクロワ
- カスパー・ダーヴィト・フリードリヒ
- ウィリアム・ターナー
- クロード・ロラン
- フィリップ・オットー・ルンゲ

写実主義
- ギュスターヴ・クールベ
- オノレ・ドーミエ

バルビゾン派・自然主義
- ジャン＝バティスト・カミーユ・コロー
- ジャン＝フランソワ・ミレー
- テオドール・ルソー
- ジョン・コンスタブル

象徴主義、分離派、世紀末芸術など
- ギュスターヴ・モロー
- ピエール・ピュヴィス・ド・シャヴァンヌ
- ジョン・ウィリアム・ウォーターハウス
- グスタフ・クリムト
- フランツ・フォン・シュトゥック
- アルノルト・ベックリン

ラファエル前派
- ウィリアム・ホルマン・ハント
- ジョン・エヴァレット・ミレー
- ダンテ・ゲイブリエル・ロセッティ

### 19世紀美術（印象派以後）
印象派
- エドゥアール・マネ
- カミーユ・ピサロ
- クロード・モネ
- ピエール＝オーギュスト・ルノワール
- エドガー・ドガ
- アルフレッド・シスレー

ポスト印象派
- ポール・セザンヌ
- フィンセント・ファン・ゴッホ
- ポール・ゴーギャン

新印象派
- ジョルジュ・スーラ
- ポール・シニャック

ナビ派
- ピエール・ボナール
- エドゥアール・ヴュイヤール

アール・ヌーヴォー
- アルフォンス・ミュシャ
- エミール・ガレ
- ルネ・ラリック
- ドーム兄弟

19世紀のその他の美術家
- アンリ・ド・トゥールーズ＝ロートレック
- ジェームズ・マクニール・ホイッスラー
- ジョン・シンガー・サージェント
- ジェームズ・アンソール
- マックス・リーバーマン
- オーギュスト・ロダン（彫刻）
- ニコ・ピロスマニ

### 20世紀美術（第2次世界大戦前）

#### フォーヴィスム（野獣派）
- アンリ・マティス
- ジョルジュ・ルオー
- モーリス・ド・ヴラマンク
- アンドレ・ドラン
- ラウル・デュフィ
- アルベール・マルケ

#### 表現主義（ドイツ表現主義）
- フランツ・マルク
- アウグスト・マッケ
- エミール・ノルデ
- エルンスト・ルートヴィヒ・キルヒナー
- エゴン・シーレ
- オスカー・ココシュカ
- エルンスト・バルラハ
- リオネル・ファイニンガー

#### キュビスム（立体派）
- パブロ・ピカソ
- ジョルジュ・ブラック
- フェルナン・レジェ
- フアン・グリス
- アレクサンダー・アーキペンコ

#### 未来派
- ウンベルト・ボッチョーニ
- ルイージ・ルッソロ

#### 抽象派、オルフィスムなど
- ワシリー・カンディンスキー
- ピエト・モンドリアン
- ロベール・ドローネー
- テオ・ファン・ドゥースブルフ
- アメデエ・オザンファン

#### エコール・ド・パリ
- アメデオ・モディリアーニ
- シャイム・スーティン
- マルク・シャガール
- モーリス・ユトリロ
- 藤田嗣治
- 高崎剛
- 田中保
- ジュール・パスキン
- モイズ・キスリング
- マリー・ローランサン
- シュザンヌ・ヴァラドン

#### ダダおよびシュルレアリスム（超現実派）
- マルセル・デュシャン
- サルバドール・ダリ
- アルベルト・ジャコメッティ
- ルネ・マグリット
- マックス・エルンスト
- ジョアン・ミロ
- ポール・デルヴォー
- ジョルジョ・デ・キリコ
- イヴ・タンギー
- マン・レイ
- ジャン・アルプ
- ジョージ・グロス
- ハンス・ベルメール
- ポール・ナッシュ
- ピエール・ロワ
- ドロテア・タニング
- レオノール・フィニ
- フランシス・ピカビア
- レメディオス・バロ

#### ロシア構成主義等
- カジミール・マレーヴィチ
- エル・リシツキー
- アレクサンドル・ロトチェンコ
- グスタフ・クルーツィス
- パーヴェル・フィローノフ
- ウラジーミル・タトリン
- ミハイル・マチューシン
- ミハイル・ラリオーノフ
- ナタリア・ゴンチャロワ

#### アメリカ・モダニズム
- ジョージア・オキーフ
- ベン・シャーン
- エドワード・ホッパー
- アレクサンダー・カルダー
- アーサー・ダヴ
- ジョン・マリン
- チャールズ・シーラー

#### メキシコ・モダニズム
- フリーダ・カーロ
- ディエゴ・リベラ

#### 20世紀前半のその他の美術家
- パウル・クレー
- コンスタンティン・ブランクーシ
- アンリ・ルソー
- オディロン・ルドン
- アントワーヌ・ブールデル（彫刻）
- エドヴァルド・ムンク
- オシップ・ザッキン
- イサム・ノグチ
- オットー・ディクス
- ヨハネス・イッテン
- ラースロー・モホイ＝ナジ
- ケーテ・コルヴィッツ
- ヘルベルト・バイヤー
- ジョルジョ・モランディ
- ヨゼフ・アルバース
- テオドール・キッテルセン

### 20世紀美術（第2次世界大戦後）

#### 抽象表現主義およびアンフォルメル
- ジャクソン・ポロック
- ウィレム・デ・クーニング
- マーク・ロスコ
- サム・フランシス
- 今井俊満
- アーシル・ゴーキー
- バーネット・ニューマン
- ジャン・デュビュッフェ
- ジャン・フォートリエ
- ヴォルス
- ルーチョ・フォンタナ
- アルベルト・ブッリ
- カレル・アペル
- アレクサンダー・リーバーマン

#### ネオダダおよびポップアート
- ロバート・ラウシェンバーグ
- ジャスパー・ジョーンズ
- アンディー・ウォーホル
- ロイ・リキテンスタイン
- デイヴィッド・ホックニー
- ジェームス・ローゼンクイスト
- クレス・オルデンバーグ
- ジム・ダイン
- ジョージ・シーガル
- リチャード・ハミルトン
- ボブ・スタンリー
- トム・ウェッセルマン

#### ヌーヴォ・レアリスム
- イヴ・クライン
- セザール
- アルマン
- ジャン・ティンゲリー
- ニキ・ド・サンファル

#### ミニマリズム、アルテ・ポーヴェラ
- フランク・ステラ
- エルズワース・ケリー
- ドナルド・ジャッド
- カール・アンドレ
- ロバート・モリス
- エヴァ・ヘス
- ピエロ・マンゾーニ
- ヤニス・クネリス
- ソル・ルウィット
- ロバート・ライマン
- ダン・フレイヴィン
- ロバート・マンゴールド
- トニー・スミス
- カルメン・ヘレラ

#### コンセプチュアル・アート
- エド・ルシェ
- ブルース・ナウマン
- ジョセフ・コスース
- ヨゼフ・ボイス
- 河原温
- ジェームズ・タレル
- マーティン・クリード

#### フルクサス、パフォーマンスアート、ボディ・アート
- アラン・カプロー
- ナム・ジュン・パイク

#### ランドアート、アースワーク、環境芸術
- アンディー・ゴールズワージー
- イサム・ノグチ
- ウォルター・デ・マリア
- カール・アンドレ
- クリストとジャンヌ＝クロード
- ソル・ルウィット
- リチャード・ロング
- ロバート・スミッソン
- ロバート・モリス

#### 新表現主義、トランス・アヴァングァルディア（ニューペインティング）
- キース・ヘリング
- ジャン=ミッシェル・バスキア
- アンゼルム・キーファー
- ジュリアン・シュナーベル

#### 幻視芸術
- H・R・ギーガー
- エルンスト・フックス
- アレックス・グレイ
- ズジスワフ・ベクシンスキー
- ジェラール・ディマシオ
- オッド・ネルドルム
- パブロ・アマリンゴ
- キヌコヤマベ・クラフト

#### その他の20世紀のアート
- ノーマン・ロックウェル
- アンドリュー・ワイエス
- シドニー・ノーラン
- フランシス・ベーコン
- ヘンリー・ムーア
- マリノ・マリーニ
- バルテュス
- ベルナール・ビュフェ
- ルイーズ・ブルジョア
- ルイーズ・ネヴェルソン
- ハンナ・ウィルケ
- ゲルハルト・リヒター
- ギジェルモ・バルガス
- アネット・メサジェ

#### 1980年代以降の現代アート、シミュレーショニズム以降
- ビル・ヴィオラ
- ダミアン・ハースト
- マシュー・バーニー
- オラファー・エリアソン
- ジェフ・クーンズ
- マイク・ケリー

## 東洋の美術家一覧

### 中国（記事のあるもののみ）
近世以前
- 牧谿
- 倪瓚
- 王蒙
- 八大山人

近代

現代
- 王少飛
- 劉炳森

### 日本

#### 古代
- 鞍作止利

#### 中世
- 定朝
- 運慶
- 快慶
- 湛慶
- 雪舟
- 雪村
- 狩野正信
- 狩野元信
- 海北友松

#### 近世（絵画）
- 長谷川等伯
- 土佐光起
- 俵屋宗達
- 尾形光琳
- 尾形乾山
- 酒井抱一
- 狩野永徳
- 狩野山楽
- 狩野探幽
- 円山応挙
- 呉春
- 長沢芦雪
- 渡辺崋山
- 池大雅
- 与謝蕪村
- 青木木米
- 浦上玉堂
- 田能村竹田
- 岩佐又兵衛
- 司馬江漢
- 鈴木春信
- 菱川師宣
- 宮川長春
- 鳥居清長
- 東洲斎写楽
- 葛飾北斎
- 喜多川歌麿
- 歌川広重
- 歌川国芳
- 河鍋暁斎
- 月岡芳年（大蘇芳年）
- 伊藤若冲
- 曾我蕭白

#### 近世（その他）
- 本阿弥光悦
- 野々村仁清
- 木喰
- 左甚五郎
- 円空

#### 近代以降日本画
- 菊池容斎
- 渡辺省亭
- 松本楓湖
- 杉浦俊香
- 岡倉天心(美術史家・美術教育家)
- 横山大観
- 下村観山
- 菱田春草
- 狩野芳崖
- 橋本雅邦
- 尾形月耕
- 梶田半古
- 鏑木清方
- 前田青邨
- 安田靫彦
- 上村松園
- 川合玉堂
- 富岡鉄斎
- 速水御舟
- 土田麦僊
- 村上華岳
- 堂本印象
- 竹内栖鳳
- 小林古径
- 小野竹喬
- 川端龍子
- 堅山南風
- 甲斐庄楠音

現代日本画
便宜上1890年以降の生まれで、第二次大戦後も制作活動を続けた者を指す。
- 伊東深水
- 岩橋英遠
- 片岡球子
- 加山又造
- 小倉遊亀
- 工藤甲人
- 後藤純男
- 後藤仁
- 斉藤和
- 杉山寧
- 千住博
- 髙山辰雄
- 名倉弘雄
- 稗田一穂
- 東山魁夷
- 平山郁夫
- 福田平八郎
- 船水徳雄
- 山本丘人
- 横山操

#### 近代洋画
- 高橋由一
- 黒田清輝
- 赤松麟作
- 藤島武二
- 青木繁
- 坂本繁二郎
- 安井曾太郎
- 浅井忠
- 和田英作
- 和田三造
- 山下りん
- 曾宮一念
- 中村彝
- 岸田劉生
- 萬鉄五郎
- 村山槐多
- 関根正二
- 小出楢重
- 佐伯祐三
- 国吉康雄
- 藤田嗣治
- 高崎剛
- 前田寛治
- 松下春雄
- 松本竣介
- 古賀春江
- 岡田三郎助
- 三岸好太郎
- 梅原龍三郎
- 金山平三
- 岡本唐貴

#### 近代彫刻
- 高村光雲
- 高村光太郎
- 平櫛田中
- 平野富山
- 新海竹太郎
- 朝倉文夫
- 中原悌二郎
- 逸見東洋

#### 現代洋画
便宜上1890年以降の生まれで、第二次大戦後も制作活動を続けた者を指す。
- 赤木範陸
- 青木繁
- 猪熊弦一郎
- 今井俊満
- 岡鹿之助
- 岡本太郎
- 香月泰男
- 絹谷幸二
- 小磯良平
- 野田弘志
- 菅井汲
- 白髪一雄
- 里見勝蔵
- 東郷青児
- 中川一政
- 曾宮一念
- 中村宏
- 遠藤彰子
- 林田重正
- 福沢一郎
- 前田常作
- 宮本三郎
- 山口長男
- 横尾忠則
- 吉原治良
- 脇田和

#### 現代彫刻
あ
- 青木香雪
- 青木野枝
- 青島左門
- 明田川孝
- 浅賀正治
- 浅川伯教
- 浅野祥雲
- 旭玉山
- 吾妻兼治郎
- 阿部典英
- 天木雅和
- 雨田光平
- 天野裕夫
- 雨宮淳
- 雨宮治郎
- 荒川亀斎
- 安藤栄作
- 安藤士
- 安藤照
- 安藤緑山

い
- 飯田善国
- 五十嵐威暢
- 池ヶ谷務
- 池田満寿夫
- 池田宗弘
- 池田遊子
- イケムラレイコ
- 石井鶴三
- 石川雲蝶
- 石川光明
- 石丸雅通
- 泉亮之
- 板津邦夫
- 市川明廣
- 市川孝典
- 市之瀬廣太
- 市村緑郎
- 井手則雄
- 伊藤五百亀
- 伊東傀
- 伊藤隆道
- 伊藤宝城
- 伊藤礼太郎
- 井上久照
- 井上武吉
- 岩田実

う
- 上田直次
- 上田久利
- 上原三千代
- 植松奎二
- 牛尾啓三
- 丑久保健一
- 内田和孝
- 内山翔二郎

え
- 海老塚耕一
- 円空
- 圓鍔勝三

お
- 大内青圃
- 大河原隆則
- 大熊氏廣
- 大嶽有一
- 大塚亨
- 大成哲
- 大平龍一
- 岡孝博
- 岡崎乾二郎
- 緒方敏明
- 緒方良信
- 岡本太郎
- 沖村正康
- 荻原碌山
- 尾澤千春
- 尾澤正毅
- 小田襄
- 小田俊与
- 小高弘之
- 小谷元彦

か
- 懐玉斎正次
- 柿崎順一
- 片桐仁
- 加藤昭男
- 加藤泉
- 加藤豊
- 金子篤司
- 金田一司
- 金綱幸弘
- 亀井勇樹
- 川口神泉
- 川崎普照
- 河崎良行
- 河地貢士
- 川埜龍三
- 川村吾蔵
- 官野良太
- 神戸峰男

き
- 菊川晋久
- 木口九峰
- 北川太郎
- 北郷悟
- 北村西望
- 北村治禧
- 木内克
- 木下繁 (彫刻家)
- 木俣堯喬
- 木村翔太
- 木村充伯
- 清水九兵衛
- 金城実

く
- 杭谷一東
- 日下寛治
- 國松明日香
- 久保浩 (彫刻家)
- 鞍掛純一
- 黒岩淡哉
- 黒川晃彦
- 黒田能勝
- 桑原巨守
- 桒山賀行

こ
- 小池光典
- 古賀忠雄
- 小金丸幾久
- 小清水漸
- 後藤貞行
- 後藤清一 (彫刻家)
- 小畠廣志
- 小林知己
- 小林和平
- 小針樹生
- 小松寅吉
- 小室達
- 小森邦夫

さ
- 斎藤侊琳
- 斎藤誠治
- 斎藤素巌
- 坂坦道
- 佐々木明 (造形家)
- 佐々木大樹
- 佐々木紀政
- 笹村草家人
- 佐藤玄々
- 佐藤健次郎
- サトル・サトウ
- 佐藤助雄
- 佐藤忠
- 佐藤忠良
- 佐野昭
- 澤田政廣

し
- 鹿田淳史
- 重岡建治
- 篠田守男
- 柴田鋼造
- 志水晴児
- 清水多嘉示
- 新宮晋
- 新谷琇紀
- 進藤武松

す
- 菅木志雄
- 菅沼五郎
- 菅原石廬
- 杉浦芳嶺
- 杉崎弥市
- 杉崎弥八
- 杉本準一郎
- 杉森瑛徳
- 鈴木厚
- 鈴木賢二
- 鈴木武右衛門
- 澄川喜一
- 陶山定人

せ
- 関根伸夫
- セツ・スズキ
- 瀬戸剛
- 瀬戸團治
- 千本木康亘
- 善本秀作

そ
- So Izumi
- 相馬邦之助
- 外尾悦郎
- 曽根裕

た
- 高田博厚
- 高橋英吉 (彫刻家)
- 高橋清 (彫刻家)
- 高橋剛 (彫刻家)
- 高橋忠雄
- 瀧口政満
- 武井直也
- 武石弘三郎
- 竹内久一
- 竹内不忘
- 田嶼碩朗
- 但馬木彫
- 建畠覚造
- 建畠大夢
- 田中治彦
- 棚田康司
- 田辺光彰
- 田畑功

ち
- 茶圓勝彦

つ
- 辻志郎
- 土谷武
- 土屋公雄
- 土屋仁応
- 津野充聡
- 壺井勘也

て
- 手仕事屋きち兵衛

と
- 富樫実
- 利光貞三
- 戸田裕介
- 戸張孤雁
- 冨長敦也
- 富永直樹
- 富松留幹
- 友永詔三
- 戸谷成雄

な
- 内藤伸
- 内藤礼
- 中井延也
- 長江録弥
- 中川久嗣
- 長澤英俊
- 中嶋大道
- 中村晋也
- 中村博直
- 流政之
- 波の伊八
- 成田亨
- 名和晃平

に
- 新納忠之介
- 贄田直樹
- 西常雄
- 西村浩幸
- 二田原英二

の
- 能島征二
- 野々村一男
- 野村和弘
- 野本喜石

は
- 袴田京太朗
- 橋本堅太郎
- 橋本朝秀
- 橋本平八
- はしもとみお
- 橋本康彦
- 長谷川栄作
- 花沼政吉
- 浜田知明
- 濱田亨
- 林耕史
- 林政治
- 速水史朗
- 原口典之
- 春山文典
- 半田富久
- 坂東文夫

ひ
- 土方久功
- 左甚五郎
- 日名子実三
- 平井一嘉
- 平櫛田中
- 平田佐貞
- 平戸貢児
- 平野功二
- 蛭田二郎
- 晝間弘

ふ
- 深堀隆介
- 福岡道雄
- 藤浩志
- 藤井浩佑
- 藤田雅也
- 藤野天光
- 藤原信 (彫刻家)
- 舟越桂
- 舟越保武
- 古郷秀一

ほ
- 保坂俊彦
- 星野敦
- 細川宗英
- 細谷而楽
- 堀田瑞松
- 堀進二

ま
- 前芝武史
- 松尾光伸
- 松岡阜
- 松田尚之
- 松久朋琳
- 松村外次郎
- 松本明慶

み
- 三木富雄
- 三坂耿一郎
- 三沢厚彦
- 三澤憲司
- 御宿至
- 水井康雄
- 水島弘一
- 水船六洲
- 光吉俊二
- 皆川嘉左エ門
- 皆川嘉博
- 峯田義郎
- 三宅之功
- 宮島達男
- 宮瀬富之
- 宮本光庸

む
- 麦倉忠彦
- 向吉悠睦
- 武藤順九
- 村岡三郎
- 村上修一
- 村上隆
- 村上保
- 村瀬継蔵

も
- 最上壽之
- 茂木弘行
- 本山白雲
- 百瀬啓一郎
- 森川杜園
- 森村酉三

や
- 矢崎虎夫
- 保井智貴
- 保田龍門
- 保田春彦
- 安永良徳
- 安丸信行
- 梁川剛一
- 柳原義達
- ヤノベケンジ
- 籔内佐斗司
- 山内壮夫
- 山崎猛 (彫刻家)
- 山崎朝雲
- 山下清 (彫刻家)
- 山田真山
- 山田朝彦
- 山田良定
- 山根八春
- 山本恪二
- 山本じん
- 山本眞輔
- 山本多助
- 山本豊市
- 山谷圭司

ゆ
- 湯村光

よ
- 与吉
- 横江嘉純
- 吉田三郎
- 吉田鎮雄
- 吉水快聞
- 淀井敏夫

り
- 李禹煥

わ
- 若狭新一
- 若林奮
- 脇田愛二郎
- ワグナー・ナンドール
- 分部順治
- 渡辺長男
- 渡部星村
- 渡辺元佳

#### 現代版画
- 池田満寿夫
- 駒井哲郎
- 浜口陽三
- 浜田知明
- 棟方志功

#### 現代工芸
- 板谷波山
- 香取秀真
- 河井寛次郎
- 津田信夫
- 濱田庄司

#### 現代美術
あ
- 靉嘔
- 会田誠
- 青木孝允
- 青木陵子
- 青木良太 (陶芸家)
- 青島左門
- 青島千穂
- 赤瀬川原平
- 淺井裕介
- 浅野琢也
- シュウゾウ・アズチ・ガリバー
- 阿部豪一
- 雨宮庸介
- 飴屋法水
- 新井文月
- 荒川修作
- Antenna

い
- 飯島浩二
- 飯島誠 (画家)
- 飯田善国
- 飯村隆彦
- 池田一
- 池田龍雄
- 池田亮司
- イケムラレイコ
- 石井勢津子
- 石井七歩
- 石神則子
- いしかわかずはる
- 石川晃治
- 石田尚志
- 石橋勝久
- 石橋義正
- 泉茂
- 泉太郎
- 井田照一
- 市川孝典
- イチハラヒロコ
- 糸魚健一
- 伊東明日香
- 伊藤彩
- 伊藤知宏
- イトー・ターリ
- 糸鋸亭ナルカリ
- 稲吉紘実
- 今井喬裕
- 今井祝雄
- 岩崎貴宏
- 因藤壽

う
- 上前智祐
- 植松奎二
- 宇川直宏
- 宇佐美圭司
- 内田鋼一
- 卯城竜太
- 薄久保香
- 梅沢和木
- 浦大典

え
- エキソニモ
- 江奈さやか
- 榎忠
- 榎倉康二
- 海老塚耕一

お
- 大岩オスカール
- オーガフミヒロ
- 大木裕之
- 大木貴彦
- 太田三郎 (芸術家)
- 大竹伸朗
- 大谷有花
- 大塚亨
- 大槻香奈
- 大槻透
- 大成哲
- 大庭大介
- 大平龍一
- 大松伸洋
- 大山結子
- 大山美信
- オオワダノリコ
- 岡崎乾二郎
- 尾形香三夫
- 岡田裕子
- 岡部昌生
- 尾崎玄一郎
- 小沢剛
- 押江千衣子
- オチオサム
- オノ・ヨーコ

か
- 加賀谷武
- 柿崎順一
- 郭仁植
- 風倉匠
- 笠原恵実子
- 風見規文
- 片山雅史
- 片山真理
- 加藤翼 (アーティスト)
- 加藤マンヤ
- 加藤万也
- Kana (現代美術家)
- 椛田ちひろ
- 鎌谷徹太郎
- 烏丸由美
- 川井昭夫
- カワイオカムラ
- 河口龍夫
- 川田祐子
- 河地貢士
- 川埜龍三
- 川俣正
- 河原温
- 寒川裕人

き
- 貴志謙介
- 木田詩子
- 北一浩
- KinaLisa
- 木村翔太
- 木村俊幸
- 木村充伯
- 九州派
- 清川あさみ
- キリク

く
- 日下淳一
- 草間彌生
- 工藤哲巳
- 國方真秀未
- 久保浩 (彫刻家)
- 栗林隆
- 黒田アキ
- 黒田大スケ
- クワクボリョウタ
- 桑水流みき
- 桑幡紀行

こ
- 荒神明香
- 鴻池朋子
- こうぶんこうぞう
- 古賀学
- 小清水漸
- 小林健二 (アーティスト)
- 小林剛
- 小林史子 (アーティスト)
- GOMA (デザイナー)

さ
- 斉と公平太
- 斉藤陽子
- 斎藤義重
- 境貴雄
- 佐々木宏子
- 佐々木里加
- 笹田靖人
- 佐藤敬
- 佐藤慶次郎
- サトル・サトウ
- サムライ・マサ

し
- 塩田千春
- 重田園子
- 篠原有司男
- 篠原勝之
- 柴田英里
- 島袋道浩
- 嶋本昭三
- 清水陽子
- SHIMURABROS.
- じゃぽにか
- ジョヴァンニ安東
- 白髪一雄

す
- 菅木志雄
- 杉田陽平
- 杉森瑛徳
- 鈴木朝潮
- 鈴木ヒラク
- 鈴木弥栄子
- 鈴木康広
- スズキユウリ
- 諏訪綾子

せ
- 関根伸夫
- 瀬畑亮
- 千住博

そ
- 曽根裕
- 曽谷朝絵

た
- 高野向子
- 高橋ヒロ
- 高橋ミチ
- 高嶺格
- 田窪恭治
- 竹岡雄二
- 舘井啓明
- 舘鼻則孝
- 田中敦子 (画家)
- 田中功起
- タニシK
- 玉本奈々
- 束芋
- 田村香織 (画家)
- 団野雅子

ち
- 千葉節子
- Chim↑Pom

つ
- 対比地一正
- 辻雄貴
- 土田圭介
- 土屋秋恆
- 椿昇
- 壺井勘也

て
- 照屋勇賢
- 天明屋尚

と
- 土佐尚子
- 戸田裕介
- 戸塚くるみ
- 鳥井林太朗

な
- 内藤礼
- 永島千裕
- 中島吏英
- 中西夏之
- 中西學
- 中根櫻亀
- 中原浩大
- 中村錦平
- 中村愼一
- 中村岳
- 中村達也 (現代美術家)
- 中村英夫 (洋画家)
- 中村真木
- 中村政人
- 中村元風
- 中本誠司
- 永本冬森
- 奈良美智
- 名和晃平

に
- ニシジマ・アツシ
- 西山美なコ
- ニック・スミス

ぬ
- 沼田元氣
- 沼田識史

ね
- ネオ・ダダイズム・オルガナイザーズ

の
- 野口哲哉
- 野村和弘
- 野村仁
- 野村浩

は
- 袴田京太朗
- 橋本和幸
- 長谷川愛 (アーティスト)
- 八谷和彦
- ハムスターの息子に産まれて良かった
- ハラタカシ
- 原高史

ひ
- 彦坂尚嘉
- 日比野克彦
- ひびのこづえ
- 日比野貴之
- ピュ〜ぴる
- 平川滋子
- 平川典俊

ふ
- 深海武範
- 深作秀春
- 深堀隆介
- 福井利佐
- 福岡道雄
- 福田美蘭
- 藤浩志
- 藤田育代
- 藤幡正樹
- 藤村喜美子
- 太湯雅晴
- 23.j

へ
- Painter kuro

ほ
- 保科豊巳
- 堀元彰
- 堀本惠美子

ま
- 牧寿雄
- マコ・プリンシパル
- 正子公也
- 増山士郎
- 増山麗奈
- 町田良夫
- 松井えり菜
- 松井冬子
- 松蔭浩之
- 松澤宥
- 松本ゆりふぁ
- 松山智一
- 丸山直文

み
- 三浦啓子
- 三上晴子
- Mr. (アーティスト)
- 水谷勇夫
- 水谷イズル
- 水谷浩
- 三田村光土里
- 緑川雄太郎
- 宮島達男
- 宮永愛子
- 宮山香里
- ミラーボーラー

む
- 村上三郎
- 村上隆
- 村上善男

め
- 目 (現代芸術活動チーム)
- 明和電機

も
- 毛利悠子
- Moeco
- 望月通陽
- 望月虚舟
- 百井紘子
- 森万里子
- 森岡寿里
- 森村泰昌

や
- 八木正夫
- 八木良太
- 保田義孝
- やなぎみわ
- 柳幸典
- 柳沢京子
- 柳下修
- ヤノベケンジ
- 山内崇嗣
- ヒロ・ヤマガタ
- 山岸泉琳
- 山極満博
- 山口晃
- 山口啓介
- 山崎阿弥
- 山崎つる子
- 山田和 (陶芸家)
- 山田和宏
- 山本圭吾 (芸術家)
- 山本伸樹

ゆ
- 雪野恭弘
- 湯沢薫
- ユミソン

よ
- 横川ヨコ
- 横田沙夜
- 吉岡徳仁
- 吉田堅治
- 吉田翔
- 吉田花子
- ヨシダミノル
- 吉永裕
- 吉野美奈子
- 吉原治良
- 吉村益信
- 淀川テクニック
- 米原敬太郎

ら
- ラショウ

り
- 李禹煥
- リトルコスモス

ろ
- ろくでなし子
- ロッカクアヤコ

わ
- 脇田玲
- 渡辺おさむ
- 渡辺好明 (美術家)

を
- ヲノサトル

#### ランドアート、アースワーク、環境芸術
- 荒川修作
- 池田一
- 柿崎順一
- 関根伸夫
- 平川滋子

#### 幻視芸術
- 前田常作
- 平山郁夫
- 遠藤彰子
- 牧野邦夫
- 横尾忠則

## アフリカの美術家
- クロレオン
- エル・アナツイ
- インカ・ショニバレ